# Jean-Charles Pellerin
Jean-Charles Pellerin   (Épinal, 1756 - 1836) és un dibuixant, Il·lustrador i impressor francès. És famós per les imatges d'Épinal que compon des de la Revolució Francesa i que s'imprimeix a partir del 1800.
La casa Pellerin va tenir el seu moment de glòria, publicant moltes fulles de nines de paper, nines de moda retallables, creats pels anglesos i impresos en paper, i peses de vestuari desmuntables enganxats a la figureta amb dues potes plegables.
Les seves imatges varen tenir un èxit considerable a tota França. A l'època de la Restauració, es retira dels afers i deixa la direcció de la seva empresa al seu fill Nicolas.

## Biografia
Fill de Nicolas Pellerin, un «mestre cartier» d'Épinal, originari de Mauvages al Mosa, Jean-Charles Pellerin neix a Épinal l'any 1756.
Succeint al seu pare, pren l'any 1773 la direcció de la «Fàbrica de Pellerin». A partir de 1796, estén la seva activitat i crea la «Imatgeria Pellerin» Des de 1800, d'una empresa a la sortida artesanal, en fa una autèntica indústria imaginativa, que passa a anomenar-se d'Imatgeria d'Épinal.
Cedeix la seva activitat l'any 1822 al seu fill Nicolas Pellerin, nascut l'any 1793, i al seu gendre Germain Vadet.
Charles Nicolas Pellerin (1827-1887), el seu net, llança la col·lecció de les «construccions»: uns models en cartó per retallar i construir un aspecte de la producció de la Imatgeria d'Épinal poc conegut.
El llinatge dels Pellerin s'ha apagat, però la Imatgeria d'Épinal és sempre ben viva. Es pot seguir-hi les etapes de la fabricació, sobretot la tècnica del pochoir..., i descobrir-hi, entre d'altres, una màquina d'acolorir del segle xix única al món.
Just al costat, el museu de la imatge presenta, a través de les seves exposicions, les imatges creades per aquesta imatgeria, però també per les altres imatgeries franceses i estrangeres, des del segle XVII als nostres dies.